# 4307 Cherepashchuk
4307 Cherepashchuk (1976 UK2) là một tiểu hành tinh vành đai chính được phát hiện ngày 16 tháng 10 năm 1976 bởi T. M. Smirnova ở Nauchnyj.